# Датский технический университет
Датский технический университет (дат. Danmarks Tekniske Universitet, DTU) — технический университет и исследовательский институт, расположенный в коммуне Люнгбю-Торбек к северу от Копенгагена.

## История
Университет был основан 27 января 1829 года физиком Хансом Кристианом Эрстедом. Изначально в нём были только две специальности: естествознание и механика. До середины XX века здания университета располагались в центре Копенгагена, но из-за нехватки места в 1962—1974 гг. университет был перемещён в Люнгбю.

## Факультеты
1. Рыбного хозяйства
2. Бизнеса
3. Электронной наноскопии
4. Химической биоинженерии
5. Химии
6. Гражданского строительства
7. Математики и компьютерных наук
8. Наноиндустрии
9. Электроники
10. Природообустройства
11. Пищевых производств
12. Фотоники
13. Управления производством
14. Механики
15. Микро и нанотехнологий
16. Физики
17. Энергетики
18. Космоса
19. Системной биологии
20. Ветеринарии
21. Ветровой энергетики
22. Математики
23. Транспорта

## Рейтинги
В рейтинге «Times Higher Education Supplement» (THES) за 2007 год DTU занимал 130-е место, а в 2008 году — 20-е место в мире среди технических университетов и 3-е место в Европе и 1-е в Скандинавии.
В рейтинге Ляйдена (Leiden Ranking) по количеству публикаций в 2000—2007 гг. DTU занимал 1-е место в Скандинавии и 5-е в Европе. В рейтинге высших учебных заведений QS за 2008 год DTU занимал 48 место в Европе и 133 место в мире.

## Эрстедовские лекции
Датский технический университет с 1998 года дважды в год организует чтение лекций приглашенными профессорами в память о Хансе Кристиане Эрстеде.
Список лекторов:
- Ребек, Джулиус (1998)
- Худ, Лерой (1999)
- Гринберг, Эверетт Питер
- Пенроуз, Роджер
- Hugo de Man
- Крото, Харольд
- Paul F. Hoffman (англ.)
- Джайевер, Айвар
- Жен, Пьер Жиль де
- Деккер, Корнелис (2005)
- Subra Suresh (англ.) (2006)
- John Meurig Thomas (англ.) (2007)
- Nathan Lewis (англ.) (2008)
- Зевейл, Ахмед (2008)
- Howard A. Stone (англ.) (2009)
- Джон, Саджив (2009)
- Хау, Лене (2010)
- Коэн, Стэнли (2011)
- Juan de Pablo (2011)
- Молина, Марио (2012)
- Гретцель, Михаэль (2012)
- John E. P. Connerney (2013)
- James R. Rice (англ.) (2013)
- Йонат, Ада (2014)
- H. Jeff Kimble (англ.) (2014)
- Лэнджер, Роберт (2015)
- William F. Baker (англ.) (2015)
- Уайтсайдс, Джордж (2016)